# 2011–2012-es női EHF-bajnokok ligája (középdöntő)
Ez a cikk ismerteti a 2011–2012-es női EHF-bajnokok ligája középdöntőcsoportjainak az eredményeit.

## Formátum
A csoportkörből továbbjutott csapatokat a középdöntőben két csoportba sorolták. A középdöntőcsoportokon belül oda-visszavágós rendszerű körmérkőzést játszottak a csapatok. A csoportok első két helyen végző csapatai jutottak tovább az elődöntőbe.
Egy elért győzelemért 2 pont jár, egy döntetlenért 1, egy vereségért pedig 0. Azonos pontszám esetén az alábbiak szerint döntik el a sorrendet:
1. Egymás elleni mérkőzéseken szerzett több pont,
2. Egymás elleni mérkőzések alapján számolt gólkülönbség,
3. Egymás elleni mérkőzéseken lőtt több gól,
4. A csoport összes meccse alapján számolt gólkülönbség,
5. A csoportban lőtt gólok száma,
6. Sorsolás.

## Kiemelések
A középdöntőcsoportok sorsolását 2012. november 15-én tartották Bécsben. Két kiemelési kalapot alkalmaztak, az egyikbe kerültek a csoportgyőztesek, a másikba a csoportmásodikok. Az azonos csoportból érkező csapatok nem kerülhettek össze a középdöntőcsoportban.
| 1-es kalap                                                     | 2-es kalap                                       |
| -------------------------------------------------------------- | ------------------------------------------------ |
| Győri Audi ETO KC Budućnost Podgorica Larvik HK Oltchim Vâlcea | FC Midtjylland Itxako Navarra Metz Handball Krim |

## Középdöntőcsoportok

### 1-es csoport
| #  | Csapat            | M | Gy | D | V | G+  | G–  | Gk  | P |
| -- | ----------------- | - | -- | - | - | --- | --- | --- | - |
| 1. | Győri Audi ETO KC | 6 | 4  | 1 | 1 | 173 | 156 | +17 | 9 |
| 2. | Larvik HK         | 6 | 2  | 2 | 2 | 142 | 147 | –5  | 6 |
| 3. | Itxako Navarra    | 6 | 1  | 3 | 2 | 139 | 139 | 0   | 5 |
| 4. | FC Midtjylland    | 6 | 2  | 0 | 4 | 144 | 156 | –12 | 4 |

| 2012. február 3. 18:30 | FC Midtjylland         | 22–26       | Larvik HK | Ikast-Brande Arena, Ikast Nézőszám: 2000 Játékvezetők: Pavičević, Raznatović (MNE) |
| 2012. február 3. 18:30 | Torstenson, Troelsen 5 | (9–16)      | Sulland 6 | Ikast-Brande Arena, Ikast Nézőszám: 2000 Játékvezetők: Pavičević, Raznatović (MNE) |
| 2012. február 3. 18:30 | 1× 3×                  | Jegyzőkönyv | 4× 3×     | Ikast-Brande Arena, Ikast Nézőszám: 2000 Játékvezetők: Pavičević, Raznatović (MNE) |

| 2012. február 4. 19:00 | Itxako Navarra | 26–28       | Győri Audi ETO KC | Polideportivo Municipal Lizarrerria, Estella Nézőszám: 1300 Játékvezetők: Stark, Stefan (ROU) |
| 2012. február 4. 19:00 | Alonso 8       | (13–14)     | Görbicz 10        | Polideportivo Municipal Lizarrerria, Estella Nézőszám: 1300 Játékvezetők: Stark, Stefan (ROU) |
| 2012. február 4. 19:00 | 3× 3×          | Jegyzőkönyv | 4× 3×             | Polideportivo Municipal Lizarrerria, Estella Nézőszám: 1300 Játékvezetők: Stark, Stefan (ROU) |

| 2012. február 12. 15:15 | Győri Audi ETO KC | 35–27       | FC Midtjylland | Magvassy Mihály Sportcsarnok, Győr Nézőszám: 2000 Játékvezetők: Cohen, Peretz (ISR) |
| 2012. február 12. 15:15 | Løke 11           | (17–13)     | Troelsen 8     | Magvassy Mihály Sportcsarnok, Győr Nézőszám: 2000 Játékvezetők: Cohen, Peretz (ISR) |
| 2012. február 12. 15:15 | 2× 3×             | Jegyzőkönyv | 7× 3×          | Magvassy Mihály Sportcsarnok, Győr Nézőszám: 2000 Játékvezetők: Cohen, Peretz (ISR) |

| 2012. február 12. 16:45 | Larvik HK             | 23–23       | Itxako Navarra | Arena Larvik, Larvik Nézőszám: 1700 Játékvezetők: Zotin, Volodkov (RUS) |
| 2012. február 12. 16:45 | Blanco, Kristiansen 5 | (10–10)     | Martín 5       | Arena Larvik, Larvik Nézőszám: 1700 Játékvezetők: Zotin, Volodkov (RUS) |
| 2012. február 12. 16:45 | 6× 3×                 | Jegyzőkönyv | 5× 3×          | Arena Larvik, Larvik Nézőszám: 1700 Játékvezetők: Zotin, Volodkov (RUS) |

| 2012. február 18. 14:30 | FC Midtjylland | 23–22       | Itxako Navarra | Ikast-Brande Arena, Ikast Nézőszám: 1600 Játékvezetők: Kavulic, Skruzny (SVK) |
| 2012. február 18. 14:30 | Jørgensen 5    | (12–10)     | Martín 7       | Ikast-Brande Arena, Ikast Nézőszám: 1600 Játékvezetők: Kavulic, Skruzny (SVK) |
| 2012. február 18. 14:30 | 3× 3×          | Jegyzőkönyv | 4× 3×          | Ikast-Brande Arena, Ikast Nézőszám: 1600 Játékvezetők: Kavulic, Skruzny (SVK) |

| 2012. február 19. 17:15 | Győri Audi ETO KC | 31–22       | Larvik HK    | Magvassy Mihály Sportcsarnok, Győr Nézőszám: 2000 Játékvezetők: Mazeika, Gatelis (LTU) |
| 2012. február 19. 17:15 | Görbicz 12        | (17–9)      | Riegelhuth 7 | Magvassy Mihály Sportcsarnok, Győr Nézőszám: 2000 Játékvezetők: Mazeika, Gatelis (LTU) |
| 2012. február 19. 17:15 | 4× 2×             | Jegyzőkönyv | 4× 2×        | Magvassy Mihály Sportcsarnok, Győr Nézőszám: 2000 Játékvezetők: Mazeika, Gatelis (LTU) |

| 2012. február 24. 18:30 | FC Midtjylland | 24–29       | Győri Audi ETO KC | Ikast-Brande Arena, Ikast Nézőszám: 2200 Játékvezetők: Sivak, Dvorsky (SVK) |
| 2012. február 24. 18:30 | Torstenson 5   | (14–17)     | Görbicz 9         | Ikast-Brande Arena, Ikast Nézőszám: 2200 Játékvezetők: Sivak, Dvorsky (SVK) |
| 2012. február 24. 18:30 | 7× 2×          | Jegyzőkönyv | 6× 3×             | Ikast-Brande Arena, Ikast Nézőszám: 2200 Játékvezetők: Sivak, Dvorsky (SVK) |

| 2012. február 25. 19:00 | Itxako Navarra | 19–19       | Larvik HK    | Polideportivo Municipal Lizarrerria, Estella Nézőszám: 1600 Játékvezetők: Dentz, Reibel (FRA) |
| 2012. február 25. 19:00 | Barbosa 6      | (12–6)      | Riegelhuth 6 | Polideportivo Municipal Lizarrerria, Estella Nézőszám: 1600 Játékvezetők: Dentz, Reibel (FRA) |
| 2012. február 25. 19:00 | 3× 3×          | Jegyzőkönyv | 3× 3×        | Polideportivo Municipal Lizarrerria, Estella Nézőszám: 1600 Játékvezetők: Dentz, Reibel (FRA) |

| 2012. március 4. 16:45 | Larvik HK       | 20–27       | FC Midtjylland | Arena Larvik, Larvik Nézőszám: 3150 Játékvezetők: Leandersson, Lindroos (FIN) |
| 2012. március 4. 16:45 | három játékos 5 | (12–11)     | Woller 8       | Arena Larvik, Larvik Nézőszám: 3150 Játékvezetők: Leandersson, Lindroos (FIN) |
| 2012. március 4. 16:45 | 4× 3×           | Jegyzőkönyv | 3× 2× 1×       | Arena Larvik, Larvik Nézőszám: 3150 Játékvezetők: Leandersson, Lindroos (FIN) |

| 2012. március 4. 17:15 | Győri Audi ETO KC | 25–25       | Itxako Navarra | Magvassy Mihály Sportcsarnok, Győr Nézőszám: 2000 Játékvezetők: Geipel, Helbig (GER) |
| 2012. március 4. 17:15 | Görbicz 8         | (11–13)     | Martín 8       | Magvassy Mihály Sportcsarnok, Győr Nézőszám: 2000 Játékvezetők: Geipel, Helbig (GER) |
| 2012. március 4. 17:15 | 1× 3×             | Jegyzőkönyv | 3× 3×          | Magvassy Mihály Sportcsarnok, Győr Nézőszám: 2000 Játékvezetők: Geipel, Helbig (GER) |

| 2012. március 10. 16:45 | Larvik HK | 32–25       | Győri Audi ETO KC | Arena Larvik, Larvik Nézőszám: 3150 Játékvezetők: Gubica, Milosevic (CRO) |
| 2012. március 10. 16:45 | Sulland 7 | (13–11)     | Görbicz 9         | Arena Larvik, Larvik Nézőszám: 3150 Játékvezetők: Gubica, Milosevic (CRO) |
| 2012. március 10. 16:45 | 2× 3×     | Jegyzőkönyv | 2× 2×             | Arena Larvik, Larvik Nézőszám: 3150 Játékvezetők: Gubica, Milosevic (CRO) |

| 2012. március 10. 19:15 | Itxako Navarra | 24–21       | FC Midtjylland | Polideportivo Municipal Lizarrerria, Estella Nézőszám: 1100 Játékvezetők: Pandzic, Satordzija (BIH) |
| 2012. március 10. 19:15 | Barbosa 10     | (10–7)      | Troelsen 8     | Polideportivo Municipal Lizarrerria, Estella Nézőszám: 1100 Játékvezetők: Pandzic, Satordzija (BIH) |
| 2012. március 10. 19:15 | 7× 3×          | Jegyzőkönyv | 6× 2×          | Polideportivo Municipal Lizarrerria, Estella Nézőszám: 1100 Játékvezetők: Pandzic, Satordzija (BIH) |

### 2-es csoport
| #  | Csapat              | M | Gy | D | V | G+  | G–  | Gk  | P  |
| -- | ------------------- | - | -- | - | - | --- | --- | --- | -- |
| 1. | Budućnost Podgorica | 6 | 6  | 0 | 0 | 182 | 149 | +33 | 12 |
| 2. | Oltchim Vâlcea      | 6 | 3  | 1 | 2 | 166 | 163 | +3  | 7  |
| 3. | Krim                | 6 | 2  | 0 | 4 | 147 | 161 | –14 | 4  |
| 4. | Metz Handball       | 6 | 0  | 1 | 5 | 144 | 166 | –22 | 1  |

| 2012. február 4. 18:00 | Krim       | 25–31       | Oltchim Vâlcea | Arena Stožice, Ljubljana Nézőszám: 3000 Játékvezetők: Leszczynski, Piechota (POL) |
| 2012. február 4. 18:00 | Aćimović 9 | (13–16)     | Özel 8         | Arena Stožice, Ljubljana Nézőszám: 3000 Játékvezetők: Leszczynski, Piechota (POL) |
| 2012. február 4. 18:00 | 2× 3×      | Jegyzőkönyv | 3× 3×          | Arena Stožice, Ljubljana Nézőszám: 3000 Játékvezetők: Leszczynski, Piechota (POL) |

| 2012. február 4. 19:00 | Metz Handball | 27–29       | Budućnost Podgorica | Arènes de Metz, Metz Nézőszám: 4300 Játékvezetők: Gousko, Repkin (BLR) |
| 2012. február 4. 19:00 | Mendy 6       | (14–15)     | Popović 8           | Arènes de Metz, Metz Nézőszám: 4300 Játékvezetők: Gousko, Repkin (BLR) |
| 2012. február 4. 19:00 | 3× 3×         | Jegyzőkönyv | 6× 3×               | Arènes de Metz, Metz Nézőszám: 4300 Játékvezetők: Gousko, Repkin (BLR) |

| 2012. február 12. 18:00 | Oltchim Vâlcea              | 30–21       | Metz Handball          | Sala Sporturilor Traian, Râmnicu Vâlcea Nézőszám: 2950 Játékvezetők: Lorente, Serradilla (ESP) |
| 2012. február 12. 18:00 | Ardean-Elisei, Manaharova 5 | (18–12)     | Andrjusina, Liščević 5 | Sala Sporturilor Traian, Râmnicu Vâlcea Nézőszám: 2950 Játékvezetők: Lorente, Serradilla (ESP) |
| 2012. február 12. 18:00 | 2× 3×                       | Jegyzőkönyv | 4× 3×                  | Sala Sporturilor Traian, Râmnicu Vâlcea Nézőszám: 2950 Játékvezetők: Lorente, Serradilla (ESP) |

| 2012. február 12. 19:00 | Budućnost Podgorica | 29–21       | Krim      | Morača Sports Center, Podgorica Nézőszám: 1250 Játékvezetők: Andorka, Hucker (HUN) |
| 2012. február 12. 19:00 | Miljanić 10         | (13–14)     | Penezić 9 | Morača Sports Center, Podgorica Nézőszám: 1250 Játékvezetők: Andorka, Hucker (HUN) |
| 2012. február 12. 19:00 | 2× 3×               | Jegyzőkönyv | 4× 2×     | Morača Sports Center, Podgorica Nézőszám: 1250 Játékvezetők: Andorka, Hucker (HUN) |

| 2012. február 18. 16:30 | Metz Handball | 20–21       | Krim              | Arènes de Metz, Metz Nézőszám: 4300 Játékvezetők: Johansson, Kliko (SWE) |
| 2012. február 18. 16:30 | Liščević 6    | (8–13)      | Mavsar, Penezić 5 | Arènes de Metz, Metz Nézőszám: 4300 Játékvezetők: Johansson, Kliko (SWE) |
| 2012. február 18. 16:30 | 4× 3×         | Jegyzőkönyv | 5× 3×             | Arènes de Metz, Metz Nézőszám: 4300 Játékvezetők: Johansson, Kliko (SWE) |

| 2012. február 19. 18:00 | Oltchim Vâlcea  | 24–34       | Budućnost Podgorica | Sala Sporturilor Traian, Râmnicu Vâlcea Nézőszám: 3150 Játékvezetők: Pedersen, Mortensen (DEN) |
| 2012. február 19. 18:00 | három játékos 4 | (13–18)     | Popović 9           | Sala Sporturilor Traian, Râmnicu Vâlcea Nézőszám: 3150 Játékvezetők: Pedersen, Mortensen (DEN) |
| 2012. február 19. 18:00 | 1× 3×           | Jegyzőkönyv | 5× 3×               | Sala Sporturilor Traian, Râmnicu Vâlcea Nézőszám: 3150 Játékvezetők: Pedersen, Mortensen (DEN) |

| 2012. február 24. 18:30 | Krim      | 26–27       | Budućnost Podgorica | Arena Stožice, Ljubljana Nézőszám: 2000 Játékvezetők: Jurinović, Mrvica (CRO) |
| 2012. február 24. 18:30 | Penezić 7 | (9–14)      | Popović 6           | Arena Stožice, Ljubljana Nézőszám: 2000 Játékvezetők: Jurinović, Mrvica (CRO) |
| 2012. február 24. 18:30 | 3× 2×     | Jegyzőkönyv | 6× 3× 1×            | Arena Stožice, Ljubljana Nézőszám: 2000 Játékvezetők: Jurinović, Mrvica (CRO) |

| 2012. február 26. 17:30 | Metz Handball | 26–26       | Oltchim Vâlcea | Arènes de Metz, Metz Nézőszám: 4000 Játékvezetők: Togstad, Kristiansen (NOR) |
| 2012. február 26. 17:30 | Andrjusina 6  | (15–15)     | Jovanović 6    | Arènes de Metz, Metz Nézőszám: 4000 Játékvezetők: Togstad, Kristiansen (NOR) |
| 2012. február 26. 17:30 | 5× 3×         | Jegyzőkönyv | 1× 3×          | Arènes de Metz, Metz Nézőszám: 4000 Játékvezetők: Togstad, Kristiansen (NOR) |

| 2012. március 4. 18:00 | Oltchim Vâlcea  | 30–26       | Krim            | Sala Sporturilor Traian, Râmnicu Vâlcea Nézőszám: 3000 Játékvezetők: Maric, Masic (SRB) |
| 2012. március 4. 18:00 | Ardean-Elisei 8 | (17–15)     | Franić, Šerić 5 | Sala Sporturilor Traian, Râmnicu Vâlcea Nézőszám: 3000 Játékvezetők: Maric, Masic (SRB) |
| 2012. március 4. 18:00 | 2× 3×           | Jegyzőkönyv | 3× 3×           | Sala Sporturilor Traian, Râmnicu Vâlcea Nézőszám: 3000 Játékvezetők: Maric, Masic (SRB) |

| 2012. március 4. 19:00 | Budućnost Podgorica | 32–26       | Metz Handball | Morača Sports Center, Podgorica Nézőszám: 3500 Játékvezetők: Lythje, Christiansen (DEN) |
| 2012. március 4. 19:00 | Popović 9           | (15–9)      | Liščević 7    | Morača Sports Center, Podgorica Nézőszám: 3500 Játékvezetők: Lythje, Christiansen (DEN) |
| 2012. március 4. 19:00 | 5× 3×               | Jegyzőkönyv | 1× 2×         | Morača Sports Center, Podgorica Nézőszám: 3500 Játékvezetők: Lythje, Christiansen (DEN) |

| 2012. március 10. 20:00 | Krim      | 28–24       | Metz Handball | Arena Stožice, Ljubljana Nézőszám: 2150 Játékvezetők: Dobrovits, Tájok (HUN) |
| 2012. március 10. 20:00 | Penezić 8 | (14–9)      | Ognjenović 5  | Arena Stožice, Ljubljana Nézőszám: 2150 Játékvezetők: Dobrovits, Tájok (HUN) |
| 2012. március 10. 20:00 | 1× 3×     | Jegyzőkönyv | 1× 2×         | Arena Stožice, Ljubljana Nézőszám: 2150 Játékvezetők: Dobrovits, Tájok (HUN) |

| 2012. március 11. 19:00 | Budućnost Podgorica | 31–25       | Oltchim Vâlcea | Morača Sports Center, Podgorica Nézőszám: 4000 Játékvezetők: Cacador, Niculau (POR) |
| 2012. március 11. 19:00 | Bulatović 11        | (17–15)     | Manaharova 6   | Morača Sports Center, Podgorica Nézőszám: 4000 Játékvezetők: Cacador, Niculau (POR) |
| 2012. március 11. 19:00 | 4× 3×               | Jegyzőkönyv | 2× 3×          | Morača Sports Center, Podgorica Nézőszám: 4000 Játékvezetők: Cacador, Niculau (POR) |